# Динамо (стадион, Бухарест)
«Динамо» (рум. Stadionul Dinamo) — стадион в Бухаресте, домашняя арена одноимённого футбольного клуба.
Стадион был построен в 1952 году. Выступающее на нём «Динамо» стало одним из самых титулованных клубов страны и добилось определённых успехов в еврокубках (полуфиналы в Кубке чемпионов и Кубке УЕФА). Тем не менее инфраструктура была развита слабо. Прожекторы были установлены лишь в 2001 году, а реконструкция помещений и трибун с полной установкой сидений, начатая в 2006—2007 годах, до сих пор не завершена и вместимость стадиона составляет 15300 зрителей.
В августе 2009 года The Times включил стадион в Top 10 футбольных стадионов, хотя в рейтинге УЕФА стадиону присвоено лишь две «звезды».